# Nino Rota
Giovanni „Nino“ Rota (3. prosince 1911 Milán – 10. dubna 1979 Řím) byl italský klavírista, dirigent a hudební skladatel a pedagog. Nejvíce se proslavil svou filmovou hudbou, zejména k filmům Federica Felliniho a Luchina Viscontiho.

## Život
Giovanni Rota se narodil 3. prosince 1911 v Miláně do hudební rodiny. Jeho dědečkem byl klavírista Giovanni Rinaldi, známý jako italský Chopin. Měl pověst zázračného dítěte. Své první oratorium, L'infanzia di San Giovanni Battista, zkomponoval ve svých jedenácti letech a bylo provedeno v Miláně a v Paříži již v roce 1923. Ve třinácti letech napsal i první operu, tříaktovou lyrickou komedii podle Hanse Christiana Andersena Il Principe Porcaro. Studoval nejprve na konzervatoři v Miláně u Giacoma Orefice a poté na Akademii sv. Cecilie v Římě, kde byli jeho učiteli Ildebrando Pizzetti a Alfredo Casella. Studia dokončil v roce 1930. Na podnět Artura Toscaniniho odcestoval do Spojených států, získal stipendium a studoval dirigování u Fritze Reinera a kompozici u Rosaria Scalera. Po návratu do Itálie obdržel v roce 1937 na milánské univerzitě doktorský titul z literatury na základě práce o renesančním skladateli Gioseffu Zarlinovi. V následujících letech se věnoval pedagogické činnosti.
Ve čtyřicátých a padesátých letech 20. století se stal neobyčejně plodným a oblíbeným skladatelem filmové hudby. Jeho jméno je zejména spojeno s filmy italského neorealismu a režiséry jako byli Renato Castellani, Eduardo De Filippo a Luchino Visconti. Zvláště blízké umělecké spříznění a přátelství ho pojilo s Federikem Fellinim, se kterým spolupracoval na jeho nejslavnějších filmech. (Pro české čtenáře může být zajímavé, že v hudbě k filmu Silnice (La Strada) použil téma z Dvořákovy Serenády pro smyčce E-dur, op. 22.)
V roce 1950 se stal ředitelem konzervatoře Conservatorio Niccolò Piccinni v Bari. Tuto funkci zastával až do roku 1976. Měl jednu dceru ze vztahu s klavíristkou Magdou Longari. Zemřel v Římě 10. dubna 1979 ve věku 67 let na koronární trombózu. Jeho jménem je pojmenována Konzervatoř v Monopoli (Conservatorio di Musica "Nino Rota" di Monopoli).

## Dílo
Giovani Rota byl mimořádně plodným skladatelem, zejména v oblasti filmové hudby. Napsal hudbu k více než 150 filmům italské i jinojazyčné produkce. V nejplodnějších letech komponoval 10 partitur ročně. V roce 1954 napsal hudbu ke 13 filmům. Americký filmový institut zařadil jeho hudbu k filmu Kmotr na páté místo v seznamu nejlepší filmové hudby. Rovněž sem byla nominována jeho hudba pro film Vojna a mír. Vedle toho zkomponoval i 10 oper, pět baletů a mnoho orchestrální i komorní hudby. Psal i scénickou hudbu k jevištním dílům Viscontiho, Franca Zeffirelliho a Eduarda De Filippa.

## Filmová hudba
- Treno popolare, režie Raffaello Matarazzo (1933)
- Giorno di nozze, režie Raffaello Matarazzo (1942)
- Il birichino di papà, režie Raffaello Matarazzo (1943)
- Zazà , režie Renato Castellani (1944)
- La donna della montagna, režie Renato Castellani (1944)
- La freccia nel fianco, režie Alberto Lattuada (1945)
- Lo sbaglio di essere vivo, režie Carlo Ludovico Bragaglia (1945)
- Le miserie del signor Travet, režie Mario Soldati (1945)
- Vanità, režie Giorgio Pàstina (1946)
- Un americano in vacanza, režie Luigi Zampa (1946)
- Albergo Luna, camera 34, režie Carlo Ludovico Bragaglia (1946)
- Mio figlio professore, režie Renato Castellani (1946)
- Roma città libera, režie Marcello Pagliero (1946)
- Il delitto di Giovanni Episcopo, režie Alberto Lattuada (1947)
- Daniele Cortis, režie Mario Soldati (1947)
- Come persi la guerra, režie Carlo Borghesio (1947)
- Vivere in pace, režie Luigi Zampa (1947)
- Totò al giro d'Italia, režie Mario Mattoli (1948)
- Proibito rubare, režie Luigi Comencini (1948)
- Molti sogni per le strade, režie Mario Camerini (1948)
- Sotto il sole di Roma, režie Renato Castellani (1948)
- Fuga in Francia, režie Mario Soldati (1948)
- È primavera, režie Renato Castellani (1948)
- Senza pietà, režie Alberto Lattuada (1948)
- Arrivederci, papà!, režie Camillo Mastrocinque (1948)
- Amanti senza amore, režie Gianni Franciolini (1948)
- Anni difficili, režie Luigi Zampa (1948)
- L'eroe della strada, režie Carlo Borghesio (1948)
- Campane a martello, režie Luigi Zampa (1949)
- Quel bandito sono io, režie Mario Soldati (1949)
- La montagna di cristallo, režie Edoardo Anton e Henry Cass (1949)
- Come scopersi l'America, režie Carlo Borghesio (1949)
- Vendico il tuo peccato , režie Edward Dmytryk (1949)
- I pirati di Capri, režie Edgar G. Ulmer a Giuseppe Maria Scotese (1949)
- Children of Chance, režie Luigi Zampa (1949)
- Vita da cani, režie Steno a Mario Monicelli (1950)
- Peppino e Violetta, režie Maurice Cloche (1950)
- Napoli milionaria, režie Eduardo De Filippo (1950)
- È più facile che un cammello..., režie Luigi Zampa (1950)
- È arrivato il cavaliere, režie Steno a Monicelli (1950)
- Due mogli sono troppe, režie Mario Camerini (1950)
- Donne e briganti, režie Mario Soldati (1950)
- La valle delle aquile (Valley of Eagles), režie Terence Young (1951)
- Totò e i re di Roma, režie Steno a Monicelli (1951)
- Il monello della strada, režie Carlo Borghesio (1951)
- Le meravigliose avventure di Guerrin Meschino, režie Pietro Francisci (1951)
- Filumena Marturano, režie Eduardo De Filippo (1951)
- Era lui... sì! sì!, režie Marino Girolami, Marcello Marchesi a Vittorio Metz (1951)
- Anna, režie Alberto Lattuada (1951)
- I tre corsari, režie Mario Soldati (1952)
- La mano dello straniero, režie Mario Soldati (1952)
- Something Money Can't Buy, režie Pat Jackson (1952)
- I sette dell'Orsa maggiore, režie Duilio Coletti (1952)
- La regina di Saba, režie Pietro Francisci (1952)
- Noi due soli, režie Marino Girolami (1952)
- Marito e moglie, režie Eduardo De Filippo (1952)
- Jolanda, la figlia del Corsaro Nero, režie Mario Soldati (1952)
- Gli angeli del quartiere, režie Carlo Borghesio (1952)
- Ragazze da marito režie Eduardo De Filippo (1952)
- Un ladro in paradiso, režie Domenico Paolella (1952)
- Lo sceicco bianco, režie Federico Fellini (1952)
- Melodie immortali režie Giacomo Gentilomo (1952)
- Venetian Bird, režie Ralph Thomas (1952)
- Stella dell'India, režie Arthur Lubin (1953)
- Scampolo '53, režie Giorgio Bianchi (1953)
- Riscatto, režie Marino Girolami (1953)
- La domenica della buona gente, režie Anton Giulio Majano (1953)
- Fanciulle di lusso, režie Bernard Vorhaus (1953)
- Me li mangio vivi! (Le boulanger de Valorgue), režie Henri Verneuil (1953)
- I vitelloni, režie Federico Fellini (1953)
- Anni facili, režie Luigi Zampa (1953)
- Musoduro, režie Giuseppe Bennati (1953)
- Il nemico pubblico n° 1 (L'ennemi public no 1), režie Henri Verneuil (1953)
- Lo scocciatore (Via Padova 46), režie Giorgio Bianchi (1953)
- Vergine moderna, režie Marcello Pagliero (1954)
- La nave delle donne maledette, režie Raffaello Matarazzo (1954)
- La grande speranza, režie Duilio Coletti (1954)
- Le due orfanelle, režie Giacomo Gentilomo (1954)
- Divisione Folgore, režie Duilio Coletti (1954)
- Cento anni d'amore, režie Lionello De Felice (1954)
- Appassionatamente, režie Giacomo Gentilomo (1954)
- L'amante di Paride, režie Marc Allégret a Edgar G. Ulmer (1954)
- La strada, režie Federico Fellini (1954)
- Mambo, režie Robert Rossen (1954)
- Proibito , režie Mario Monicelli (1954)
- Io piaccio, režie Giorgio Bianchi (1955)
- Accadde al penitenziario, režie Giorgio Bianchi (1955)
- Un eroe dei nostri tempi, režie Mario Monicelli (1955)
- Bella non piangere!, režie David Carbonari a Duilio Coletti (1955)
- Il bidone, režie Federico Fellini (1955)
- Amici per la pelle, režie Franco Rossi (1955)
- La bella di Roma, režie Luigi Comencini (1955)
- Guerra e pace (War and Peace), režie King Vidor (1956)
- Londra chiama Polo Nord, režie Duilio Coletti (1956)
- Città di notte, režie Leopoldo Trieste (1956)
- Il medico e lo stregone, režie Mario Monicelli (1957)
- Italia piccola, režie Mario Soldati (1957)
- Il momento più bello, režie Luciano Emmer (1957)
- Le notti bianche, režie Luchino Visconti (1957)
- Le notti di Cabiria, režie Federico Fellini (1957)
- Giovani mariti, režie Mauro Bolognini (1958)
- Fortunella, režie Eduardo De Filippo (1958)
- La diga sul Pacifico (This Angry Age), režie René Clément (1958)
- Deserto di gloria (El Alamein), režie Guido Malatesta (1958)
- Gli italiani sono matti, režie Duilio Coletti e Luis María Delgado (1958)
- La legge è legge, režie Christian-Jaque (1958)
- La grande guerra, režie Mario Monicelli (1959)
- Un ettaro di cielo, režie Aglauco Casadio (1959)
- Delitto in pieno sole (Plein soleil), režie René Clément (1960)
- La dolce vita, režie Federico Fellini (1960)
- Sotto dieci bandiere, režie Duilio Coletti (1960)
- Rocco e i suoi fratelli, režie Luchino Visconti (1960)
- Fantasmi a Roma, režie Antonio Pietrangeli (1961)
- Il brigante, režie Renato Castellani (1961)
- Mafioso, režie Alberto Lattuada (1962)
- I due nemici (The Best of Enemies), režie Guy Hamilton (1962)
- Cronache di un convento (The Reluctant Saint), režie Edward Dmytryk (1962)
- Boccaccio '70, režie Federico Fellini a Luchino Visconti (1962)
- L'isola di Arturo, režie Damiano Damiani (1962)
- Il Gattopardo, režie Luchino Visconti (1963)
- 8½, režie Federico Fellini (1963)
- Il maestro di Vigevano, režie Elio Petri (1963)
- Il giornalino di Gian Burrasca, TV serie, režie Lina Wertmüller (1964)
- A Midsummer Night's Dream, film TV, režie Joan Kemp-Welch (1964)
- Oggi, domani, dopodomani, režie Eduardo De Filippo (1965)
- Giulietta degli spiriti, režie Federico Fellini (1965)
- Spara forte, più forte... non capisco, režie Eduardo De Filippo (1966)
- La bisbetica domata (The Taming of the Shrew), režie Franco Zeffirelli (1967)
- Romeo e Giulietta, režie Franco Zeffirelli (1968)
- Tre passi nel delirio, episodio Toby Dammit, režie Federico Fellini (1968)
- Block-notes di un regista, film TV, režie Federico Fellini (1969)
- Fellini Satyricon, režie Federico Fellini (1969)
- Paranoia, režie Umberto Lenzi (1970)
- Waterloo, režie Sergej Bondarčuk (1970)
- I clowns, film pro TV, režie Federico Fellini (1971)
- Roma, režie Federico Fellini (1972)
- Il padrino (The Godfather), režie Francis Ford Coppola (1972)
- Hi wa shizumi, hi wa noboru, režie Koreyoshi Kurahara (1973)
- Amarcord, režie Federico Fellini (1973)
- Film d'amore e d'anarchia, ovvero stamattina alle 10 in Via dei Fiori nella nota casa di tolleranza, režie Lina Wertmüller (1973)
- Il padrino - Parte II (The Godfather: Part II), režie Francis Ford Coppola (1974)
- La rinuncia (The Abdication), režie Anthony Harvey (1974)
- Ragazzo di borgata, režie Giulio Paradisi (1976)
- Caro Michele, režie Mario Monicelli (1976)
- Il Casanova di Federico Fellini, režie Federico Fellini (1976)
- Alle origini della mafia, mini serie TV, režie Enzo Muzii (1976)
- Las alegres chicas de "El Molino", režie José Antonio de la Loma (1977)
- Prova d'orchestra, režie Federico Fellini (1978)
- Assassinio sul Nilo (Death on the Nile), režie John Guillermin (1978)
- Ten to Survive (1979)
- Uragano (Hurricane), režie Jan Troell (1979)

### Klavír
- 1919: Il Mago doppio – Suite per quattro mani
- 1920: Tre pezzi
- 1922: Preludio e Fuga pro klavír na čtyři ruce (Storia del Mago Doppio)
- 1924: Illumina Tu, O Fuoco
- 1924: Io Cesserò il Mio Canto
- 1924: Ascolta o Cuore June
- 1925: Il Presàgio
- 1925: La Figliola Del Re (Un Augello Gorgheggiava)
- 1930: Ippolito gioca
- 1931: Campane a Festa
- 1933: Campane a Sera
- 1935: Il Pastorello e altre Due Liriche Infantili
- 1938: La Passione (poesia popolare)
- 1941: Bagatella
- 1945: Fantasia in sol
- 1946: Fantasia in do
- 1954: Azione teatrale scritta nel 1752 da Pietro Metastasio
- 1964: 15 Preludi
- 1971: Sette Pezzi Difficili per Bambini
- 1972: Cantico in Memoria di Alfredo Casella
- 1975: Due Valzer sul nome di Bach
- 1975: Suite dal Casanova di Fellini

### Komorní hudba
- Pezzo per Corno in Fa e Contrabbasso (1931)
- Sonate per flauto e arpa (1939)
- Sonata in re per clarinetto e pianoforte (1945)
- Sonata per ottoni e organo (1972)
- Tre Pezzi per 2 flauti (1972-73)
- Allegro danzante per clarinetto e pianoforte (1977)
- Improvviso in re minore per violino e pianoforte (1947)
- Improvviso per Violino e Pianoforte (Un diavolo sentimentale) (1969)
- Intermezzo per viola e pianoforte (1945)
- Sonata in sol per Viola e Pianoforte (1934-35, revised 1970)
- Sonata per Viola e Pianoforte della Sonata in Re per Clarinetto e pianoforte (1945)
- Sonata per violino e pianoforte(1936-37)
- Castel del Monte – Ballata per Corno e Pianoforte (1974)
- Cinque Pezzi facili per flauto e pianoforte (1972)
- Elegia per Oboe e Pianoforte (1955)
- Pezzo in Re per clarinetto e pianoforte (agosto) (1977)
- Sonata in Re per Clarinetto e Pianoforte (1945)
- Toccata per Fagotto e Pianoforte (1974)
- Cadenze per il Concerto K299 di Mozart per flauto e arpa (1962)
- Sonata per flauto e arpa (1937)
- Trio per clarinetto, violoncello e pianoforte (1973)
- Trio per Flauto, Violino e Pianoforte (settembre, 1958)
- Invenzioni per quartetto d'archi (1932)
- Quartetto per archi (1948-54)
- Il Presepio: Quartetto d'archi con voce (1929)
- Il Richiamo: Quintetto d'archi con voce (1923)
- Minuetto (1931)
- Nonetto, per flauto, oboe, clarinetto, fagotto, corno, violino, viola, cello e contrabbasso (1959, 1974, 1977)
- Piccola Offerta Musicale per flauto, oboe, clarinetto, corno e fagotto (1943)
- Quintetto per flauto, oboe, viola, violoncello e arpa (1935)
- Romanza (Aria) e Marcia (1968)
- Sarabanda e Toccata per Arpa (1945)
- Sonata per Organo (1965)

### Vokální hudba
- Infanzia di S. Giovanni Battista (oratorium pro sóla, sbor a orchestr, 1922)
- Perché Si Spense la Lampada (Quando Tu Sollevi la Lampada al Cielo) (1923)
- Vocalizzi per Soprano leggero e Pianoforte (1957)
- Tre liriche infantili per canto (soprano, tenor) e pianoforte (1935)
- Le Prime Battute di 6 Canzoni e un Coro per "L'Isola Disabitata" (1932)
- Mater fons amoris per soprano (o tenore) solo, coro di donne e organo (1961)
- Canto e Pianoforte/Voice and Piano (1972)
- Ballata e Sonetto di Petrarca (1933)
- Mysterium pro sbor a orchestr na texty Janova evangelia a raných křesťanských autorů (Vincenzo Verginelli, 1962).
- La Vita di Maria, pašijové hry o 16 částech pro sóla, sbor a orchestr, s výběrem posvátných textů Starého zákona a ortodoxních i apokryfních evangelií (Vincenzo Verginelli, 1970)
- Roma capomunni, kantáta pro sóla sbor a orchestr (texty Giuseppe Gioachino Belli, Publius Vergilius Maro, Quintus Horatius Flaccus, George Gordon Byron, Johann Wolfgang von Goethe, Dante Alighieri, Servius Marius Honoratus, Macrobius, Giorgio Vigolo; sestavil Vincenzo Verginelli, 1970-71)

### Orchestrální skladby
- Ballata Castel del Monte pro lesní roh a orchestr (1974)
- Balli pro malý orchestr (1932, Teatro La Fenice, Benátky)
- Sonata (Canzona) per orchestra da camera (1935)
- Variazioni e fuga nei 12 toni sul nome di Bach per orchestra (1950)
- Concerto soirée pro klavír a orchestr (1962)
- Concerto in Mi Piccolo mondo antico pro klavír a orchestr (1973)
- Concerto in Fa, Concerto Festivo per orchestra (1958-61)
- Concerto per archi (1964-65, nuova revisione 1977)
- Due Momenti (Divertimenti) (1970)
- Divertimento Concertante pro kontrabas a orchestr ( 1968–1973)
- Fantasia sopra dodici note del "Don Giovanni di Mozart" per pianoforte e orchestra (1960)
- Fuga per Quartetto d'Archi, Organo e Orchestra d'Archi (1923)
- Guardando il Fujiyama (Pensiero per Hiroshima) (1976)
- Koncert pro harfu a orchestr (1947)
- Koncert pro klavír a orchestr C-dur (1960)
- 3 koncerty pro violoncello a orchestr (1925, 1972, 1973)
- Koncert pro trombón (1966)
- Koncert pro fagot a orchestr (1974–1977)
- La Fiera di Bari (1963)
- La Strada (La Scala Milán, 1966)
- Le Moliere imaginaire – baletní suita (1976-78)
- Meditazione per coro e orchestra (1954)
- Rabelaisiana – Tre canti per Voce e Orchestra (1977)
- Serenata per Orchestra in quattro tempi (1931-1932)
- Sinfonia n. 1 per orchestra (1935-1939)
- Sinfonia n. 2 in Fa per orchestra (1937-39)
- Sinfonia n. 3 in Do (1956-1957)
- Sinfonia Sopra una Canzone d'Amore (1972)
- Sonata per orchestra da camera (1937-1938)
- Variazioni e fuga nei 12 toni sul nome di Bach per Orchestra (1950)
- Variazioni sopra un tema gioviale per orchestra (1953)
- Waltzes

### Opery
- Il principe porcaro (1926)
- Ariodante (libreto Ernesto Trucchi, Teatro Regio, Parma, 1942)
- Torquemada (Teatro San Carlo, Neapol 1943)
- Cristallo di rocca (podle Adalberta Stiftera, 1950)
- I due timidi (rozhlasová opera, 1950 rozhlas, 1952 Londýn)
- Il cappello di paglia di Firenze (libreto Ernesta Rinaldi a Nino Rota podle Eugène Labiche, Palermo, 1955)
- Scuola di guida (libreto M. Soldati, opera pro vypravěče a orchestr, 1959, Spoleto)
- La notte di un nevrastenico (libreto Riccardo Bacchelli, 1959 rozhlas, 1960 Milán)
- Lo scoiattolo in gamba (libreto Eduardo De Filippo, 1959, Teatro La Fenice, Benátky)
- Aladino e la lampada magica (libreto Vincenzo Verginelli, Neapol Teatro San Carlo, 1968)
- La visita meravigliosa (libreto Nino Rota podle H. G. Wellse, 1970 Palermo)
- Napoli milionaria (libreto Eduardo de Filippo, 1977 Spoleto)

### Balety
- Rappresentazione d'Adamo e Eva (1957 Perugia)
- La strada (1966 Milán)
- Aci e Galatea (1971 Řím)
- Le Molière imaginaire (1976 Paříž, Brusel, choreografie Maurice Béjart)
- Amor di poeta (1978 Brusel, choreografie Béjart)